# ۵ مه
۵ مه در تقویم گرگوری، صد و بیست و پنجمین (در سال‌های کبیسه صد و بیست و ششمین) روز سال است. ۲۴۰ روز تا پایان سال باقی است.
روز بعد:  ۶ مه –  روز قبل: ۴ مه

## مناسبت‌ها
- به علت همزمانی این روز با وسط فصل بهار، فصل زایش طبیعت، این روز به نام روز ماما نام‌گذاری شده‌است.
- روز بزرگداشت شیخ صدوق.

## رویدادها
- ۱۲۶۰ - کوبلای‌خان، نوهٔ چنگیز و برادر هولاکو بر تخت چنگیز نشست.
- ۲۰۱۸ - تظاهرات ضد دولتی ده‌ها هزار نفر از مردم فرانسه با عنوان «جشنی برای ماکرون» علیه سیاست‌های اقتصادی امانوئل ماکرون.

## زادروزها
- ۱۸۱۸ ـ کارل مارکس، فیلسوف و انقلابی آلمانی
- ۱۹۱۱ - غلامحسین بنان، خوانندهٔ ایرانی
- ۱۹۱۱ - آندور لیلینتال، استاد بزرگ شطرنج
- ۱۹۵۰ - فائقه آتشین (گوگوش)، خوانندهٔ مشهور ایرانی
- ۱۹۸۸ - ادل (ادل لوری بلو ادکینس)، خوانندهٔ مشهور بریتانیایی

## مرگ‌ها
- ۵۹۲ - بهرام چوبین، سردار ساسانی.
- ۱۸۲۲ ـ ناپلئون بناپارت، نخستین امپراتور فرانسه.
- ۱۹۷۲ ـ یاسوناری کاواباتا، نویسندهٔ ژاپنی و برندهٔ جایزه نوبل ادبیات ۱۹۶۷.
- ۲۰۰۷ ـ حسن سعید کرمی،  گویندهٔ رادیو، ادیب و زبان‌شناس فلسطینی.